# Тшинець
Тши́нець (пол. Trzyniec) — село в Польщі, у гміні Кочала Члуховського повіту Поморського воєводства.
Населення — 239 осіб (2011).
У 1975—1998 роках село належало до Слупського воєводства.

## Демографія
Демографічна структура станом на 31 березня 2011 року:
|          | Загалом | Допрацездатний вік | Працездатний вік | Постпрацездатний вік |
| -------- | ------- | ------------------ | ---------------- | -------------------- |
| Чоловіки | 117     | 28                 | 78               | 11                   |
| Жінки    | 122     | 31                 | 69               | 22                   |
| Разом    | 239     | 59                 | 147              | 33                   |